# Heodes mediomontana
Heodes mediomontana är en fjärilsart som beskrevs av Ruggero Verity 1929. Heodes mediomontana ingår i släktet Heodes och familjen juvelvingar. Inga underarter finns listade i Catalogue of Life.